# Erik Jacobsen (teaterdirektør)
 Der er flere personer med dette navn, se Erik Jacobsen.
Erik Jacobsen (født 24. april 1953 i Otterup) er en dansk embedsmand. Han har været departementschef i Miljøministeriet, departementschef i Kulturministeriet og fra 2007 til 2013 teaterdirektør for Det Kongelige Teater.
Han er formand for bestyrelsen for Roskilde Universitet, 
og medlem af Tilsynet med Efterretningstjenesterne.
Han er søn af regionschef Helge Jacobsen og hustru Eli f. Hansen og blev cand.scient.pol. fra Aarhus Universitet 1980.
Jacobsen blev i 2007 Kommandør af Dannebrogordenen.